# 施沃瑙湖
54°11′31″N 10°37′58″E / 54.191922°N 10.632706°E
施沃瑙湖（德語：Schwonausee），是德國的湖泊，位於該國北部石勒蘇益格-荷爾斯泰因州，由東荷爾斯泰因縣負責管轄，長0.3公里，面積0.07平方公里，最大水深4.5米。